# 후지마 다쿠야
후지마 다쿠야(일본어: 藤真 拓哉)는 일본의 만화가이다. 삽화가로서도 활동하고 있기도 하다.
사랑스럽고 섬세한 캐릭터 그림체가 특징. 미소녀 잡지에서 데뷔한 이후 고단샤 《월간 매거진 Z》에서 단편 《HYBRID ANGEL》로 소년지에 데뷔한다. 데뷔작 속편으로 《D'v》가 연재되었다. 그 후 같은 잡지에서 《FREE COLLARS KINGDOM》로 자신의 실력을 뽐내기도 한다.
《열풍해륙 부시로드 The Rising》이후 인기 원작을 만화화를 중심으로 활동. 만화 연재를 하는 한편 라이트 노벨 삽화나 게임 캐릭터 디자인 등에 손을 대 활동 폭을 넓히고 있다.
서클명 "ESSENTIA"로 동인 활동도 전개하고 있으며 코믹 마켓 등지에 참가, 이른바 대형 서클 중 하나이기도 하다.